# Bambalina
Bambalina é um gênero de mariposa pertencente à família Acrolophidae.